# Chasseur de météorites

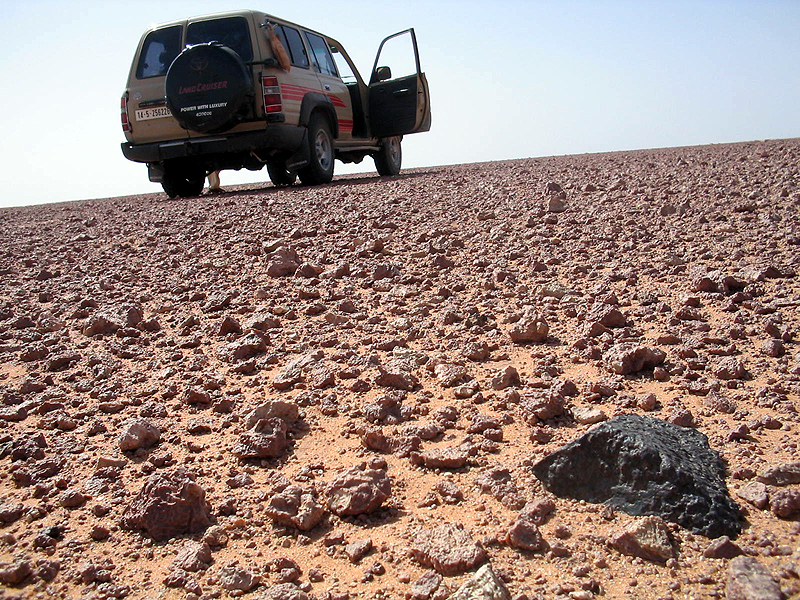
Prospection dans le désert.

Un chasseur de météorites est une personne qui recherche activement des météorites. Ce peut être un amateur ou un professionnel qui réalise de fréquentes campagnes de prospections. Les deux utilisent fréquemment des outils tels que des détecteurs de métaux pour les découvrir.
Le chasseur distingue les « chutes observées », appelées plus simplement « chutes » (météorites qu'on a vu tomber sur terre et qu'on a retrouvé peu après leur atterrissage), des « trouvailles » (météorites découvertes par hasard sans que leur chute soit observée).
Il nomme traditionnellement sa météorite découverte d'après le nom de la localité la plus proche de sa chute.

## Détection

### Identification
Si la météorite est ferreuse (6 % des chutes), le détecteur de métaux peut le repérer à plusieurs centimètres de profondeur sol. Les météorites pierreuses — 93 % des chutes — peuvent ne pas avoir une teneur suffisante en fer-nickel pour déclencher un signal du détecteur mais près de 95 % des météorites sont sensibles à un aimant. Cependant l'utilisation de ce type de détecteurs n'est pas recommandée par les chercheurs car ils détruisent les propriétés magnétiques des météorites. Des détecteurs de métaux de grande taille et très sensibles peuvent être utilisés ainsi que des géoradars, lidars voire des détecteurs de mines. 
Bien que la chute des météorites se produise uniformément sur la Terre, elles sont plus facilement prospectées dans les déserts, chauds ou froids (inlandsis). Elles s'y détachent plus nettement, sur un substrat monotone, que sur des surfaces rocheuses d'aspect varié ou parmi la végétation. Si une météorite fraîchement tombée ailleurs que dans un désert n'est pas collectée au bout de quelques mois, elle est de plus susceptible d'être ensevelie sous de la boue, recouverte par la croissance des plantes ou altérée par les précipitations et les eaux de surface.

### Dans les régions polaires

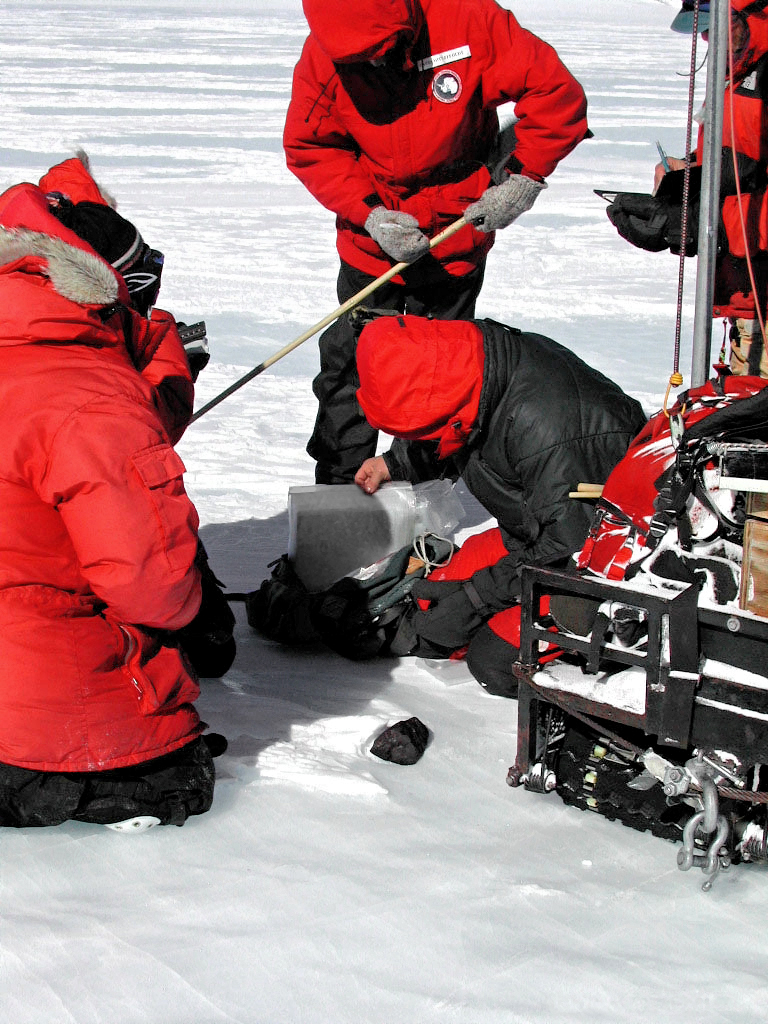
Prospection dans l'Antarctique.

L'Antarctique est la principale source de météorites dans les déserts froids, principalement parce que les précipitations (de neige) y sont très faibles (les météorites peuvent s'y accumuler sans être recouvertes), mais aussi parce que la calotte glaciaire glisse vers l'océan et concentre les météorites lorsqu'elle rencontre un obstacle rocheux qui fait remonter en surface des cailloux noirâtres, la glace bleutée étant érodée par le vent catabatique. Cependant, le traité sur l'Antarctique en 1959 interdit toute exploitation commerciale et minéralogique sur ce continent, aussi est-il accessible uniquement aux équipes scientifiques et non aux chasseurs professionnels. Au 1er janvier 2012, sur 39 214 météorites dont l'origine extraterrestre est déterminée, 38 129 sont des trouvailles, 1 085 des chutes bien documentées, 27 000 provenant de l'Antarctique.

### Dans les déserts chauds
Les chasseurs de météorites non affiliés à une institution scientifique se trouvent principalement au Maroc, qui cumule des conditions environnementales favorables à la préservation des météorites trouvées au sol et une législation avantageuse pour les découvreurs,. En 1939, Antoine de Saint-Exupéry raconte dans Terre des hommes comment il a identifié et ramassé sur un plateau peu accessible entre Cisneros et le Cap Juby des météorites à raison d'une par hectare,. La collecte de météorites au Maroc n'a cependant commencé significativement qu'au tournant des années 1990, à la suite d'une découverte fortuite. Les chasseurs de météorites marocains prospectent en nombre depuis le début des années 2000, motivés par la possibilité d'enrichissement rapide en cas de trouvaille chanceuse, si bien qu'en 2018 plus de la moitié des publications académiques consacrées aux météorites reposent sur des météorites marocaines.

## Valeur
Les météorites peuvent avoir une grande valeur pour les collectionneurs et les scientifiques des musées qui étudient la planétologie, des météorites d'origine martienne se négociant autour de 1000 € le gramme,. Des pierres individuelles peuvent peser de quelques grammes à des centaines de kilogrammes. Leurs valeurs peuvent atteindre 1 million $ US. Les météorites dont on a la preuve qu'elles ont heurté sur terre un objet fabriqué par l'homme sont appelées hammer stones (« pierres-marteau ») et ont plus de valeur. Même les objets qu'elles heurtent peuvent être vendus pour un prix élevé.
Le prix donné par des collectionneurs à des météorites rares peut donner lieu à des falsifications, comme la « météorite de Shirokovski » qui est une pallasite fabriquée par des physiciens russes par frittage et compactage d'une poudre métallique (constituée de fer, nickel et olivine) dans un autoclave.
Le plus souvent les chasseurs professionnels sectionnent leur météorite pour confier un échantillon aux laboratoires de muséums à des fins d'analyse (généralement 20 % de la météorite pour une pierre de moins de 100 g, forfait de 20 g ou plus, à discrétion, pour une pierre d'un poids supérieur à 100 g). Cette analyse gratuite contre la remise d'un échantillon type permet au chasseur de voir sa trouvaille répertoriée par le Comité de Nomenclature de la Meteoritical Society (NomCom), garant de son authenticité et de sa valeur. C'est notamment le cas de la météorite martienne NWA 7533 découverte en juin 2012 par le chasseur de météorites Luc Labenne, en Afrique du Nord.
Le plus grand marché de vente de météorites, de pierres et de minéraux au monde est le Tucson Gem & Mineral Show (en) qui a lieu annuellement à Tucson. En France, est organisée à Ensisheim chaque année une bourse internationale annuelle de météorites, bien connue des collectionneurs; en Allemagne la bourse la plus connue se tient à Munich.